# Vision Thing
Vision Thing — третий и последний альбом английской рок-группы The Sisters of Mercy,  вышедший в 1990 году на собственном лейбле группы Merciful Release (перед подписанием контракта с дистрибьютором EastWest).

## Об альбоме
Vision Thing был разработан автором текста песен и певцом Эндрю Элдритчем как атака на политику США (название альбома позаимствовано из цитаты Джоржа Буша).
Сам Элдритч оценил альбом как «хороший».

## Список композиций
Все песни написаны Эндрю Элдритчем, кроме указанных особо.
Все песни спродюсированы Эндрю Элдритчем, кроме «More», спродюсированной Стайнманом и Элдритчем.
1. «Vision Thing» — 4:35
2. «Ribbons» — 5:28
3. «Detonation Boulevard» (Элдритч/Брун) — 3:49
4. «Something Fast» — 4:37
5. «When You Don’t See Me» (Элдритч/Брун) — 4:45
6. «Doctor Jeep» (Элдритч/Брун) — 4:41
7. «More» (Элдритч/Стайнман) — 8:22
8. «I Was Wrong» — 6:03

### Переиздание 2006 года
Вместе с двумя предыдущими альбомами Vision Thing был переиздан в ноябре 2006 года с бонусными треками, приведёнными ниже:
1. «You Could Be The One» — 4:01
2. «When You Don’t See Me (remix)» — 4:43
3. «Doctor Jeep (extended version)» — 8:59
4. «Ribbons (live)» — 4:25
5. «Something Fast (live)» — 3:02

## Участники записи
- Эндрю Элдритч — вокал, гитара
- Доктор Аваланч (драм-машина) — ударные
- Тим Бричено — гитара
- Андреас Брун — гитара
- Тони Джеймс — бас-гитара

Приглашённые музыканты
- Джон Перри — гитара
- Мэгги Рилли — бэк-вокал